# Petra Horneber
Petra Horneber, née le 21 avril 1965 à Floß, est une tireuse sportive allemande. 

## Carrière
Petra Horneber participe aux Jeux olympiques de 1996 à Atlanta où elle remporte la médaille d'argent en carabine 10 mètres air comprimé